# Stéphane Bahier
Pour les articles homonymes, voir Bahier.
Stéphane Bahier, né le 7 mai 1975 à Ernée en Mayenne, est un triathlète handisport, champion de France, d'Europe et du monde de paratriathlon dans la catégorie TR2/PT2.

## Biographie
Stéphane Bahier est diplômé d’éducation physique, professeur contractuel dans l’éducation nationale. Il est également titulaire d'un diplôme d'État en judo et s'adonne à plusieurs activités sportives en amateur, tel le triathlon, le vélo tout terrain, le cyclisme ou le cross country jusqu'en 2003.
En mai 2004, il subit un très grave accident de la route dans lequel il est gravement blessé aux membres inférieurs. Malgré plusieurs importantes interventions chirurgicales, il est amputé de la jambe droite au niveau de la cuisse. En 2005, il entame un programme de rééducation en vue de reprendre la pratique sportive au plus vite.
Il participe aux Jeux paralympiques de Pékin en 2008, en tant que cycliste sur les épreuves en contre-la-montre et en ligne et où il prend les 6e et 7e places. Il fait de nouveau partie de la sélection française pour les Jeux paralympiques de Rio en 2016 mais en paratriathlon, discipline qui fait sa première apparition à l'occasion de ces Jeux.

## Palmarès
Le tableau présente les résultats les plus significatifs (podium) obtenus sur le circuit national et international de paratriathlon depuis 2012.
| Année | Paratriathlon                               | Pays             | Position           | Temps           |
| ----- | ------------------------------------------- | ---------------- | ------------------ | --------------- |
| 2017  | Championnats d'Europe de paratriathlon PTS2 | Autriche         | Médaille d'argent  | 1 h 12 min 51 s |
| 2017  | Championnat de France de paratriathlon PTS2 | France           | Médaille d'or      | 1 h 13 min 17 s |
| 2017  | Championnats du monde de paratriathlon PTS2 | Pays-Bas         | Médaille de bronze | 1 h 11 min 18 s |
| 2016  | Championnats du monde de paratriathlon PT2  | Pays-Bas         | Médaille de bronze | 1 h 10 min 37 s |
| 2016  | Championnats d'Europe de paratriathlon PT2  | Portugal         | Médaille d'or      | Timing          |
| 2015  | Championnat du monde de paratriathlon PT2   | États-Unis       | Médaille d'argent  | Timing          |
| 2015  | Championnats d'Europe de paratriathlon PT2  | Suisse           | Médaille d'argent  | Timing          |
| 2015  | Championnat de France de paratriathlon PT2  | France           | Médaille d'or      | Timing          |
| 2014  | Championnat du monde de paratriathlon PT2   | États-Unis       | Médaille de bronze | Timing          |
| 2014  | Championnats d'Europe de paratriathlon PT2  | Autriche         | Médaille de bronze | Timing          |
| 2013  | Championnats du monde de paratriathlon TR2  | Royaume-Uni      | Médaille d'or      | Timing          |
| 2012  | Championnats du monde de paratriathlon TR2  | Nouvelle-Zélande | Médaille d'or      | Timing          |